# Relaciones Ucrania-Unión Europea

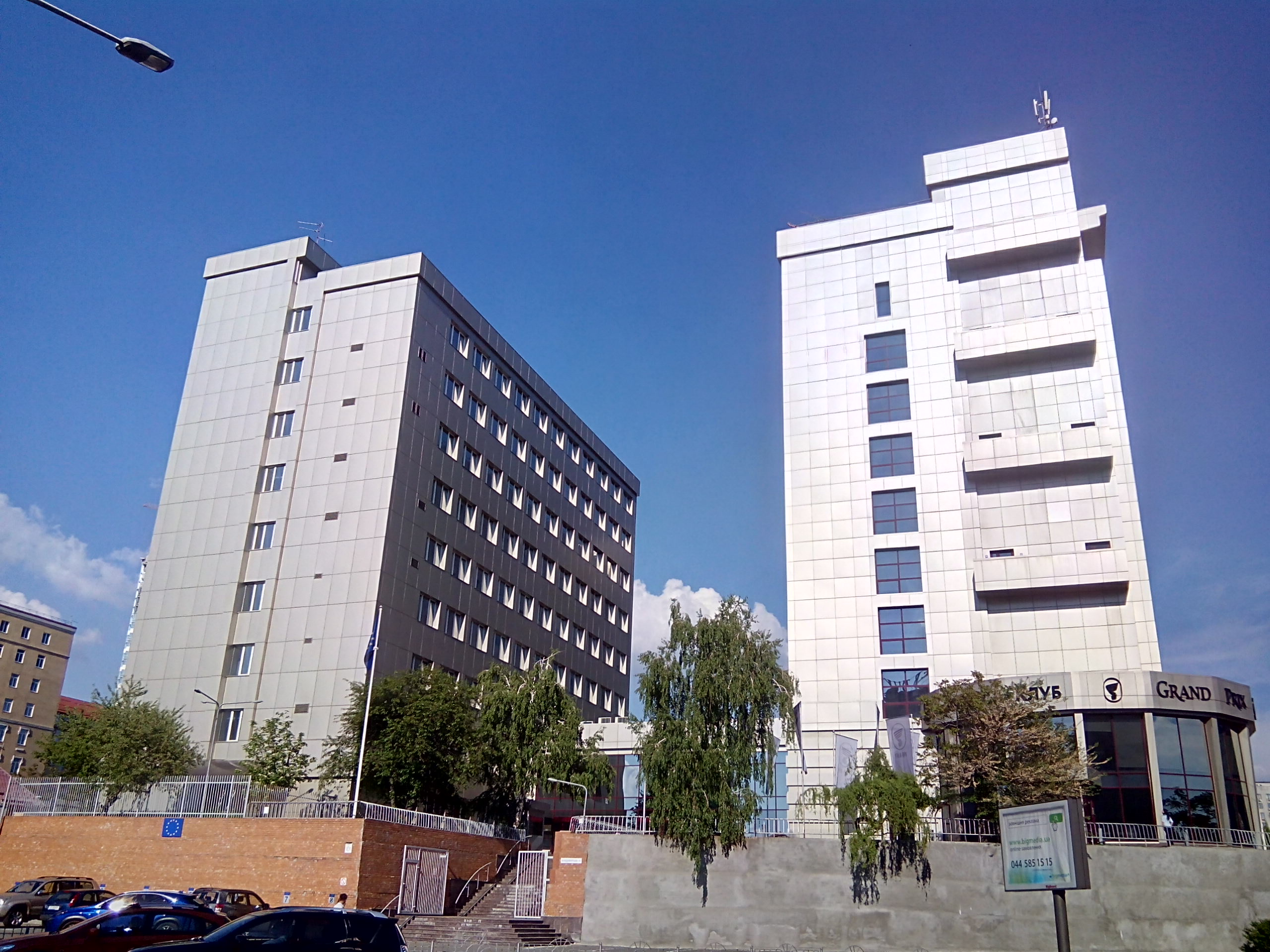
Embajada de la Unión Europea en Ucrania.

Las relaciones entre Ucrania y la Unión Europea están enmarcadas dentro de la Política Europea de Vecindad (PEV), un instrumento de la política exterior de la UE diseñado para los países con los que comparte fronteras. La UE  busca de forma progresiva establecer una relación cercana con Ucrania que vaya más allá de la cooperación y se dirija hacia la integración económica y la profundización de la cooperación política. En la Política de Vecindad se considera a Ucrania como un socio prioritario. El 23 de junio de 2022, el Consejo Europeo concedió a Ucrania el estatus de candidato a la adhesión a la Unión Europea.
En 2012, la UE firmó un ofrecimiento de libre comercio y asociación política con Ucrania; Sin embargo, los líderes de la UE manifestaron que estos acuerdos no se ratificarían a menos que Ucrania atendiera las preocupaciones sobre un "marcado deterioro de la democracia y el imperio de la ley". Se fijaron plazos para Ucrania llevase a cabo los cambios necesarios en sus sistemas de justicia y electorales con el fin de permitir la firma formal de sus acuerdos con la UE en Vilnius el 29 de noviembre de 2013.
Sin embargo, aunque el entonces presidente de Ucrania, Víktor Yanukóvich había instado al Parlamento de Ucrania a adoptar leyes para que el país pudiese cumplir con los criterios de la UE, el gobierno de Ucrania encabezado por Mikola Azárov suspendió los preparativos para la firma del acuerdo de asociación el 21 de noviembre de 2013. Víktor Yanukóvich asistió a la mencionada cumbre en Vilnius del 28 de noviembre y 29 de noviembre de 2013 en el que se esperaba la firma del acuerdo de asociación.
La decisión de aplazar la firma del acuerdo de asociación llevó a grandes protestas generalizadas en Ucrania que condujeron a la revolución ucraniana de febrero de 2014 (Euromaidán). Como resultado, el Parlamento destituyó a Yanukóvich y nombró a Oleksandr Turchínov presidente interino. El 25 de mayo de 2014 tuvieron lugar unas nuevas elecciones presidenciales cuyo ganador resultó Petró Poroshenko.
La parte política del Acuerdo de Asociación entre Ucrania y la Unión Europea fue firmada el 21 de marzo de 2014 por el nuevo primer ministro, Arseniy Yatsenyuk. Mientras tanto, la UE ha intentado estabilizar Ucrania por medio de la congelación de activos de rusos y ucranianos y mediante la concesión de ayuda financiera a Ucrania. La parte económica del Acuerdo de Asociación Unión Ucrania-Europea fue firmada el 27 de junio de 2014 por el nuevo presidente ucraniano], Petró Poroshenko.
El 21 de febrero de 2019, se enmendó la Constitución de Ucrania, las normas sobre el rumbo estratégico de Ucrania para ser miembro de la Unión Europea y la OTAN están consagradas en el preámbulo de la Ley Fundamental, tres artículos y disposiciones transitorias.
El 28 de febrero de 2022 en el marco de la invasión rusa de Ucrania, el presidente de Ucrania Zelenski pidió la adhesión inmediata de Ucrania a la Unión Europea, formalizando su solicitud de adhesión al día siguiente. Después de la invasión rusa de Ucrania, el apoyo a la adhesión a la UE aumentó a un récord del 91 %. En los primeros días de la guerra ruso-ucraniana a gran escala, hubo un aumento del 68 % al 86 %, luego siguió creciendo y a fines de marzo es del 91 %, un récord absoluto para todos los años de investigación.

## Historia

### Acuerdo de Asociación entre Ucrania y la Unión Europea
La Revolución naranja de fines de 2004 mejoró las perspectivas europeas respecto a Ucrania. El líder de oposición Víktor Yúshchenko insinuó que presionaría a la Unión Europea para profundizar los lazos y describió un plan de cuatro puntos: el reconocimiento de Ucrania como una economía de mercado, la entrada en la Organización Mundial del Comercio, la asociación con la Unión Europea y, por último, la plena adhesión. El gobierno ucraniano ha pedido también a Bruselas una indicación más clara sobre las perspectivas para la adhesión de Ucrania, afirmando que "El Plan de Acción aprobado solo refleja el nivel de las relaciones entre Ucrania y la UE que podrían haber alcanzado antes de las elecciones presidenciales en 2004."
Un plan de acción conjunta UE-Ucrania fue firmado por el Consejo Europeo el 21 de febrero de 2005, el cual se fundaba en el acuerdo de asociación y cooperación de 1994 y proveía, según la Comisión Europea, de un marco de trabajo amplio y ambicioso con Ucrania en todas las áreas claves de reforma.
El 13 de enero de 2005, el Parlamento europeo aprobó casi por unanimidad (467 votos contra 19) una moción que declaraba el deseo del Parlamento Europeo de establecer lazos más cercanos con Ucrania en vista de la posibilidad de su adhesión a la UE. Si bien todavía resta un largo camino antes que las negociaciones para la adhesión a la UE puedan empezar, la Comisión Europea ha declarado que una futura adhesión no será descartada.

### Euromaidán y guerra en el este de Ucrania

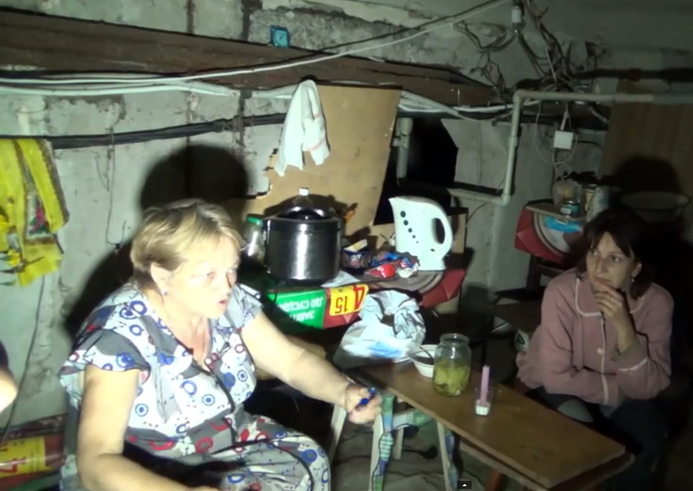
Residentes de Ucrania oriental escondidos en un búnker improvisado, septiembre de 2014.

En 2013, millones de ucranianos se congregaron a protestar contra las políticas prorrusas del presidente Víktor Yanukóvich. Cuando Yanukóvich huyó a Rusia a comienzos del 2014, la Rada Suprema designó a Oleksandr Turchínov presidente interino hasta la celebración de unas nuevas elecciones presidenciales que tuvieron lugar el 25 de mayo.
Mientras tanto en Crimea las fuerzas prorrusas celebraron un referéndum en Crimea que determinó su adhesión a Rusia.
En el este del país, milicias prorrusas asaltaban edificios de las autoridades ucranianas teniendo que intervenir las Fuerzas Armadas de Ucrania en su defensa. Partes de la óblast de Donetsk así como de la óblast de Lugansk se autoproclamaron como República Popular de Donetsk y República Popular de Lugansk, siendo reconocidas por Rusia en febrero de 2022, unos días antes de iniciada la invasión de Rusia a Ucrania.

### La Unión Europea durante la invasión rusa de Ucrania de 2022

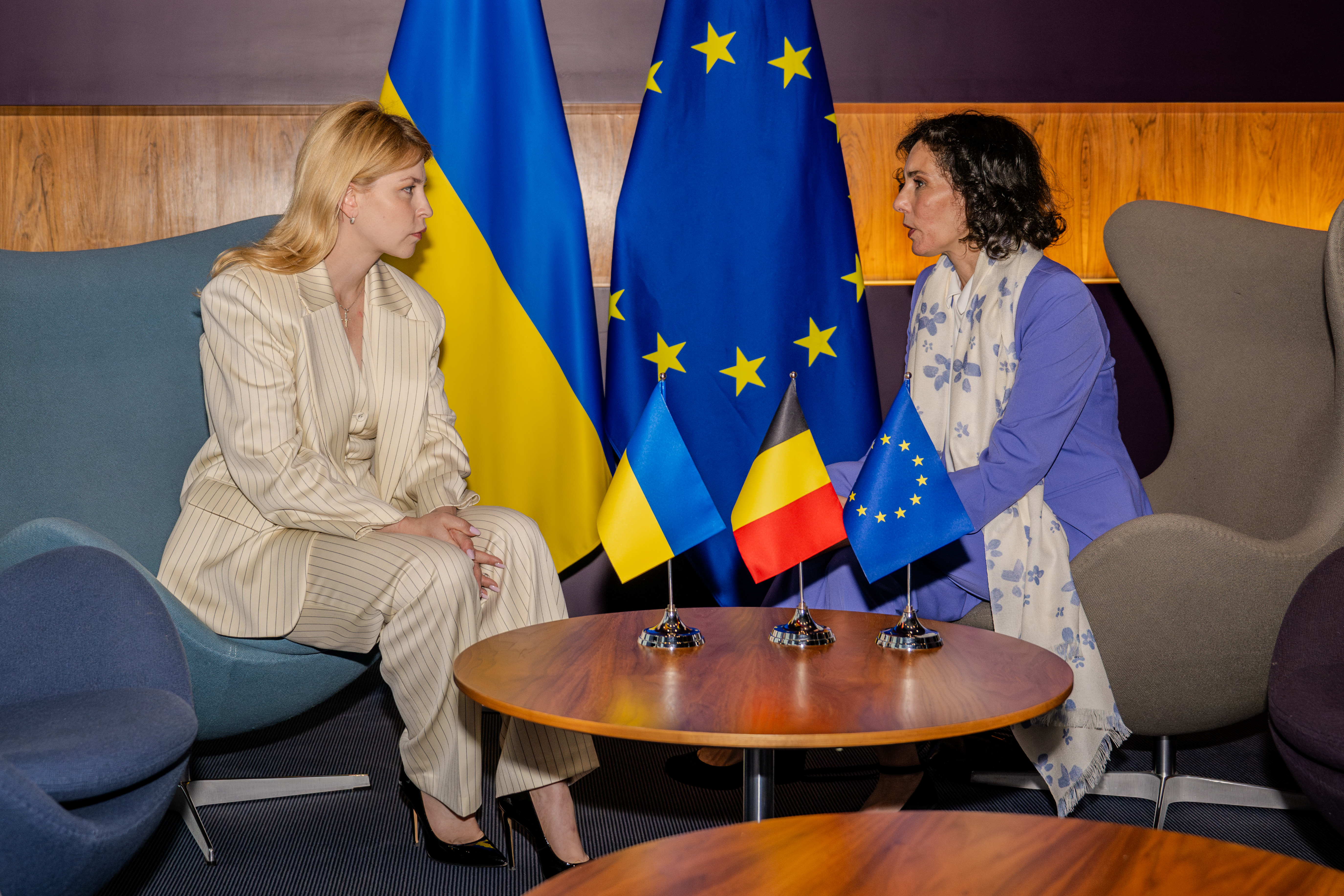
La Viceprimera Ministra Ucraniana, Olga Stefanishina junto a la Ministra de Exteriores Belga, Hadja Lahbib durante una convención UE-Ucrania en 2024.

La respuesta de la Unión Europea a la invasión rusa de Ucrania hace referencia a las diferentes medidas adoptadas e impuestas por la Comisión Europea, el Consejo y el Consejo Europeo (Estados miembros) para sancionar económicamente a Rusia, contrarrestar los efectos de la agresión rusa iniciada en febrero de 2022 y apoyar económica y militarmente a Ucrania. Desde el inicio de la intervención militar, la UE y varios de sus aliados como Estados Unidos, decidieron aumentar las sanciones contra el gobierno ruso iniciadas en 2014 a fin de «paralizar» la capacidad rusa para «financiar su maquinaria de guerra» y dificultar su manejo de activos para obtener liquidez. Adicionalmente, varios gobiernos nacionales de los Estados miembros decidieron enviar armamento y ayuda económica al gobierno ucraniano mediante fondos nacionales y el Fondo Europeo de Apoyo a la Paz, así como facilitar la entrada de refugiados ucranianos a la Unión.
Desde el inicio de la invasión más de 7 millones de refugiados han huido hacia el territorio de la Unión Europea. En consecuencia, ya desde marzo de 2022, este flujo de personas —solo los nacionales ucranianos— se beneficia de la acogida dentro de la UE durante un máximo de tres años sin necesidad de solicitar asilo en el marco de la Directiva de Protección Temporal.
Por otra parte, con base en el Fondo Europeo de Apoyo a la Paz, el 28 de febrero de 2022 la Comisión dispuso la creación de una célula encargada de coordinar la compra de armamento para sostener al gobierno ucraniano. La Comisión también decidió movilizar el Centro de Satélites de la Unión Europea (EU SatCen) para prestar servicios de inteligencia a Ucrania. Para mayo de 2023, los Estados de la Unión habían comprometido ayuda militar, financiera y humanitaria a Ucrania por valor de 68.400 millones de euros, una cantidad muy similar a la de Estados Unidos.
Entre tanto el canciller alemán, Olaf Scholz, anunció un rearme del ejército de su país de proporciones nunca vistas desde el fin de la Segunda Guerra Mundial en Europa. Además, Alemania negó la certificación de gasoducto ruso-alemán Nord Stream 2 —que finalmente perjudicaría a Ucrania—, cuya construcción finalizó en 2021, pero que aún no había entrado en funcionamiento. El gasoducto fue volado en septiembre de 2022.
La UE anunció que movilizaría 450 millones de euros para adquirir material de combate y otros 50 millones para la compra de combustible y material defensivo. Este dinero ayudará a los Estados a financiar la compra y envío de armamento a Ucrania. Previsiblemente el material llegará a través de Polonia, Eslovaquia y Rumania que tienen frontera con Ucrania —el Gobierno de Hungría anunció que no permitiría el paso de armas o tropas por su territorio—.

### Adhesión de Ucrania a la Unión Europea
En octubre de 2005, el presidente de la Comisión José Manuel Durão Barroso afirmó que el futuro de Ucrania se encuentra "en" la UE; sin embargo, el 9 de noviembre de 2005, la Comisión Europea en un documento sobre su nueva estrategia sugirió que la actual agenda de ampliación (Croacia y el futuro de otros países de la ex Yugoslavia) podían bloquear la posibilidad de una futura adhesión de Ucrania, Armenia, Bielorrusia, Georgia y Moldavia. El comisario Olli Rehn sostuvo que la UE debía evitar una sobreexpansión, añadiendo que la actual agenda de ampliación está ya bastante llena.
Los intentos para cambiar la Constitución francesa para eliminar el referéndum obligatorio para todas las adhesiones a la UE después de Croacia resultaron en una nueva cláusula que requería referendums obligatorios sobre la adhesión de todos los países con una población de más del 5% de la población total de la UE; esta cláusula aplicaría a Ucrania y a Turquía
El 1 de marzo de 2022 el gobierno ucraniano logró el apoyo del Parlamento Europeo para el ingreso de Ucrania en la UE.
El 23 de junio de 2022, el Parlamento Europeo adoptó una resolución en la que pide la concesión inmediata del estatus de candidato a miembro de la Unión Europea a Ucrania. El 23 de junio de 2022, el Consejo Europeo concedió a Ucrania el estatus de candidato a la adhesión a la Unión Europea.

## Cronología
| Fecha                    | Acontecimiento |
| ------------------------ | --- |
| 1991                     | Declaration De la Unión Europea sobre Ucrania. |
| 1992                     | La primera Ucrania-cumbre de UE. |
| 1993                     | Un acuerdo estuvo firmado entre las Comunidades europeas y Ucrania encima comercio en productos textiles, el abriendo de una oficina representativa de la Comisión de las Comunidades europeas en Ucrania. |
| 1994                     | El Verkhovna Rada de Ucrania ratificó la Sociedad y Acuerdo de Cooperación entre Ucrania y la UE. |
| 1995                     | La primera reunión del Comité de Junta Ucrania - UE, el establecimiento de la Representación de Ucrania a las Comunidades europeas. |
| 1996                     | La Unión Europea ha reconocido el estado de Ucrania como país en transición. El Consejo de la Unión Europea ha adoptado un plan de acción para Ucrania. |
| 1997                     | Un acuerdo encima el comercio en productos de acero estuvo firmado entre el Carbón europeo y Comunidad de Acero y el Gobierno de Ucrania. |
| 1998                     | Entrada a fuerza de la Sociedad y Acuerdo de Cooperación entre Ucrania y la UE, Ucrania ha oficialmente declaró su deseo de devenir un asociar miembro de la UE, adoptó una resolución del Gabinete de Ministros de Ucrania "En la introducción de un mecanismo para adaptar legislación ucraniana a Unión Europea.                                                                                     |
| 1999                     | La UE ha reafirmado su intención para facilitar la accesión de Ucrania a la Organización Mundial del Comercio y el lanzamiento de una área de comercio libre entre Ucrania y la UE. |
| 2005                     | El Consejo de la Unión Europea ha concedido Ucrania el estado de un país de economía de mercado, otra cumbre. |
| 5 de marzo de 2007       | Las negociaciones han empezado para concluir un acuerdo realzado nuevo para reemplazar la Sociedad y Acuerdo de Cooperación. |
| 2008                     | Entrada a fuerza de facilitación de visado y readmission acuerdos entre Ucrania y la UE. |
| 7 de mayo de 2009        | Ucrania devenía una miembro de la iniciativa de Sociedad Oriental de la UE. |
| 16 de junio de 2009      | Durante la reunión de la UE-Consejo de Cooperación de la Ucrania, la "UE-Orden del día de Asociación de la Ucrania" era políticamente aprobó. |
| 25 de febrero de 2010    | La Eurocámara ha aprobado una resolución en la situación en Ucrania, el cual, en particular, reconoce Ucrania correcto de unir la Unión Europea. La Comisión Europea es también dada un mandato para trabajar en un "mapa de carretera" para visado-viaje libre entre Ucrania y países de UE. |
| 2013                     | Una declaración de junta estuvo adoptada en la cumbre de Bruselas que declara que Ucrania está "determinada a comply" con condiciones de UE de modo que los partidos pueden firmar el Acuerdo de asociación y el área de Comercio Libre. |
| 21 de noviembre de 2013  | El Gabinete de los ministros de Ucrania ha decidido suspender el proceso de preparación para el fichaje del Acuerdo de asociación con la Unión Europea, a raíz de qué manifestaciones de masa empezaron a través del país contra la suspensión del proceso de integración europeo — Euromaidan. El 24 de noviembre, una protesta de masa tuvo lugar en Kiev, atendido por más de un millón de personas. |
| 21 de marzo de 2014      | La parte política de la Acuerdo de Asociación entre Ucrania y la Unión Europea estuvo firmado en Bruselas con la participación de Primer ministro Arsenii Yatseniuk. |
| 27 de junio de 2014      | El quinto Presidente de Ucrania Petro Poroshenko firmó el segundo (económico) parte del Acuerdo de asociación con la Unión Europea. |
| 16 de septiembre de 2014 | La Eurocámara ratificó el Acuerdo de asociación entre Ucrania y la Unión Europea simultáneamente con el Verkhovna Rada Suprema de Ucrania (vía un teleconference vía Skype). |
| 1 de noviembre de 2014   | La aplicación provisional del Acuerdo de asociación entre Ucrania y la Unión Europea ha introducido a fuerza. |
| 13 de febrero de 2017    | El Verkhovna Rada Suprema de Ucrania ratificó el Acuerdo entre el Gobierno de Ucrania y la Unión Europea encima la participación de Ucrania en el COSME programa. |
| 13 de julio de 2017      | La Ucrania-cumbre de UE en Kiev completó el proceso de ratificación del Acuerdo de asociación entre Ucrania y la Unión Europea y la entrada a fuerza del visado-régimen libre entre Ucrania y la Unión Europea. |
| 9 de julio de 2018       | La 20.ª Ucrania de aniversario-Cumbre de UE tuvo lugar. |
| 12 de octubre de 2021    | Un acuerdo en el área de Aviación Común estuvo firmado en la Ucrania-cumbre de UE en Kiev. |
| 28 de febrero de 2022    | El sexto Presidente de Ucrania Volodímir Zelenski firmó una aplicación para la accesión de Ucrania a la Unión Europea bajo el "procedimiento acelerado". |
| 1 de marzo de 2022       | La Eurocámara casi unánimemente votado a favor de la resolución, el cual llamó en las instituciones de Unión Europea para trabajar para dar estado de candidato de la Ucrania para afiliación en la Unión Europea. |
| 16 de marzo de 2022      | NPC Ukrenergo, el operador de sistema de la verja de poder, NPC Ukrenergo junto con sus colegas europeos completaron la integración con la verja Síncrona de Europa Continental y devenía parte de ENTSO-E. |
| 25 de marzo de 2022      | Durante la cumbre informal de la Unión Europea, el miembro Declara las aspiraciones europeas de Ucrania soportada e invitó la Comisión europea para proporcionar sus conclusiones en la aplicación para afiliación de UE. |
| 8 de abril de 2022       | El Presidente de la Comisión europea entregada sobre un cuestionario a Ucrania para obtener estado de candidato. |
| 17 de abril de 2022      | Ucrania respondió al cuestionario. |
| 23 de junio de 2022      | El Consejo Europeo concedió a Ucrania el estatus de candidato a la adhesión a la Unión Europea. |

## Relaciones de Ucrania con miembros de la UE
| - Alemania - Austria - Bélgica - Bulgaria - Chipre - Croacia - Dinamarca | - Eslovaquia - Eslovenia - España - Estonia - Finlandia - Francia - Grecia | - Hungría - Irlanda - Italia - Letonia - Lituania - Luxemburgo - Malta | - Países Bajos - Polonia - Portugal - República Checa - Rumania - Suecia |